# Rivière aux Canards (île d'Anticosti)
Pour les articles homonymes, voir Canard (homonymie).
La rivière aux Canards est un cours d'eau de l'Île d'Anticosti, au Québec (Canada) se jetant dans du golfe du Saint-Laurent. Elle est située dans la municipalité de L'Île-d'Anticosti.
Une route forestière longe le littoral sud de l'île d'Anticosti et coupe la rivière aux Canards, près de son embouchure. Une autre route forestière (sens nord-sud) dessert la rive ouest de la partie inférieure du cours de la rivière.

## Géographie
La rivière aux Canards tire sa source au lac Anna (longueur: 0,8 km; altitude: 78 m) situé dans la partie ouest de l'île d'Anticosti. Le lac Anna est alimenté du côté nord par deux petits lacs. Son embouchure est située au fond de la baie de la rive sud, à:
- 15,5 km au nord-est du centre-ville du village de Port-Menier;
- 14,2 km au nord de la rive sud de l'île d'Anticosti;
- 8,3 km au sud de la rive nord de l'île d'Anticosti[1].

À partir de sa source, la rivière aux Canards coule vers le sud entre la rivière Trois Milles (située du côté ouest); et la Petite Rivière (située du côté est).
À partir de l'embouchure du lac Anna, le cours de la rivière aux Canards descend sur 19,1 km vers le sud avec un dénivelé de 77 m, selon les segments suivants:
- 5,1 km vers le sud, puis en traversant en fin de segment le Lac aux Canards (longueur: 1,2 km; altitude: 64 m) vers l'est, jusqu'à la route passant au nord de l'aéroport de Port-Menier;
- 10,9 km vers le sud presque en ligne droite et en formant de petits serpentins, en recueillant trois ruisseaux du côté est et trois autres du côté ouest, jusqu'au ruisseau Lambert (venant du nord-ouest);
- 3,1 km vers le sud, en recueillant un ruisseau (venant de l'est) et la décharge des lacs de la Pointe aux Graines, jusqu'à son embouchure[1].

La rivière aux Canards se déverse dans le golfe du Saint-Laurent, au fond d'une baie (longueur: 0,4 km; largeur à l'entrée: 0,5 km), sur la rive sud de l'île d'Anticosti. Le grès s'étire jusqu'à 0,6 km à marée basse. Cette confluence est située à 12,1 km à l'est du centre du village de Port-Menier.

## Toponymie
Cette désignation toponymique est en usage depuis au moins 1924.
Le toponyme "rivière aux Canards" a été officialisé le 5 décembre 1968 à la Banque des noms de lieux de la Commission de toponymie du Québec.